# Estación de Versoix
La estación de Versoix es una estación ferroviaria ubicada en la comuna de  Versoix, en el cantón de Ginebra.

## Situación
La estación se encuentra en la zona sur del núcleo urbano de Versoix. En términos ferroviarios, la estación se sitúa en la línea Ginebra - Lausana, que por esta zona cuenta con tres vías debido a la intensidad del tráfico ferroviario. Tiene dos andenes, uno central y otro lateral, al que acceden dos vías, en las que paran los trenes en el apeadero, que están conectadas con la línea Ginebra - Lausana, y en la que paran los trenes Regio con destino Coppet o Ginebra, el único servicio ferroviario con el que cuenta la estación.
Las dependencias ferroviarias colaterales de la estación son los apeaderos de Creux-de-Genthod en dirección Ginebra y Pont-Céard hacia Lausana.

## Servicios Ferroviarios
En la estación sólo efectúan parada los trenes Regio que tienen con destino Coppet procedentes de Lancy-Pont-Rouge y de Ginebra:
- R Lancy-Pont-Rouge - Ginebra-Cornavin - Versoix - Coppet. Tiene una frecuencia de 30 minutos los días laborables, que asciende a una hora los fines de semana y festivos, con un amplio horario que comienza a las 5 de la mañana y finaliza pasada la medianoche.[1]